# 小行星7486
小行星7486（英語：7486 Hamabe）是一颗围绕太阳公转的小行星。1994年12月6日，小林隆男在大泉町发现了此天体。
这颗小行星的绝对星等为328.07057等。